# Czerneczczyna (rejon ochtyrski)
Czerneczczyna (ukr. Чернеччина) – wieś na Ukrainie, w obwodzie sumskim, w rejonie ochtyrskim, siedziba hromady. W 2001 liczyła 3372 mieszkańców.